# 正三品
正三品是中国、朝鮮、越南、琉球古代官位的一个级别，属于次于從二品、高于從三品的官员，在多数朝代为政府部院的责任人，皇帝的亲族也有相应的正三品。

## 中國

### 魏晋南北朝（第三品）
- 曹魏：尚书令，尚书仆射、尚书，中书监、中书令，秘书监，太常、光祿勳、卫尉、太仆、廷尉、大鸿胪、宗正、大司农、少府、执金吾、将作大匠，领军将军、安东将军、安西将军、安南将军、安北将军、平东将军、平西将军、平南将军、平北将军
- 晋朝：尚书令，尚书仆射、尚书，中书监、中书令，侍中、散骑常侍，司隶校尉，中军将军、安东将军、安西将军、安南将军、安北将军、平东将军、平西将军、平南将军、平北将军
- 南朝：尚书令，尚书仆射、尚书，中书监、中书令，侍中、散骑常侍，太常卿、光禄卿、卫尉卿、太仆卿、廷尉卿、鸿胪卿、宗正卿、司农卿、少府卿
- 北朝：尚书令，尚书仆射、尚书，侍中、中书令，太常、光祿勳、卫尉、太仆、廷尉、大鸿胪、宗正、大司农、少府，刺史、北周十二大将军

### 隋
- 六部尚书，纳言，内史监、内史令，秘书监，太常卿、光禄卿、卫尉卿、太仆卿、大理卿、鸿胪卿、宗正卿、司农卿、太府卿，上州刺史、诸卫大将军，开国县伯

### 唐朝

#### 文武官
- 中书令（唐代宗以前）、侍中（唐代宗以前）、同中书门下三品、六部尚书、太子宾客、太常卿、太子詹事、中府都督、都护

#### 封爵
- 婕妤、良娣

#### 散官
- 金紫光禄大夫、冠军大将军、怀化大将军

#### 勋
- 上护军

### 宋
- 观文殿学士，翰林、资政、保和殿大学士，翰林学士，资政、保和、端明殿学士，龙图、天章、宝文、显谟、徽猷、敷文阁学士，枢密直学士，左、右散骑常侍，权六曹尚书
- 上护军、金紫光禄大夫、冠军大将军、怀化大将军，开国郡侯

### 金
- 六部尚书，都元帅府左右监军，五京留守司留守，府尹，开国郡侯

### 元
- 中书省断事官，尚书、治书侍御史、殿中侍御史、监察御史，路达鲁花赤、治中，都指挥使，郡侯

### 明朝

#### 文武官
- 太子东宫：太子宾客
- 詹事府：詹事
- 中書省：参议
- 六部：左右侍郎
- 大理寺卿、太常寺卿、通政使
- 都察院：左副都御史、右副都御史
- 顺天府尹
- 提刑按察司：按察使
- 京卫指挥使司：指挥使
- 留守司： 副留守
- 都指挥使司：都指挥佥事
- 卫指挥使司：指挥使

#### 散官
- 加授阶：正议大夫、昭武将军
- 升授阶：通议大夫、昭毅将军
- 初授阶：嘉议大夫、昭勇将军
- 勋阶：资治尹、上轻车都尉

### 清朝

#### 文武官
- 都察院左右副都御史、宗人府府丞、通政使司通政、大理寺卿、詹事府詹事、太常寺卿、顺天府府尹、奉天府府尹、按察使、外务部左右丞、提督学政
- 一等侍卫、冠军使、火器营翼长、步军营翼尉、包衣护军统领、乌枪营总管、圆明园总管、前锋营参领、护军营参领、乌枪营护军参领、骁骑营参领、城守尉、陵寝总管、圆场总管、黑龙江船駮水手总管、察哈尔总管、王府长史、参将、指挥使

#### 封爵
- 一等至三等轻车都尉

#### 散官
- 通议大夫、武义都尉

## 朝鮮

### 朝鮮王朝

#### 文武官
- 正三品堂上：六曹参议、六曹参知；都承旨、左右承旨、左右副承旨、同副承旨；兵马节制使、水军节度使、巡营中军、镇营将
- 正三品堂下：大都护府使、牧使

## 琉球

### 琉球國（第二尚氏）

#### 文武官
宣拜大夫、谒者耳目官，申口